# Коптогай (Уїльський район)
Коптога́й (каз. Көптоғай) — село у складі Уїльського району Актюбінської області Казахстану. Адміністративний центр Коптогайського сільського округу.
Населення — 911 осіб (2021; 1712 у 2009, 1403 у 1999, 1708 у 1989).